# 아르차흐 공화국
아르차흐 공화국(아르메니아어: Արցախի Հանրապետություն 아르차히 한라페투튠, 러시아어: Республика Арцах 레스푸블리카 아르차흐[*]) 은 남캅카스의 지역인 나고르노카라바흐에 위치한 1991년부터 2023년까지 존재했었던 공화국이다. 수도는 스테파나케르트이었다. 이 공화국은 소련시절 나고르노카라바흐 자치주의 대부분, 그리고 그 주변 영토를 지배했다. 한편 이 지역 주민은 거의 대부분이 아르메니아인들이다. 평균 해발고도가 1,097m인 산악 국가였다. 옛 정식 명칭인 나고르노카라바흐 공화국(NKR; 아르메니아어: Լեռնային Ղարաբաղի Հանրապետություն 레르나인 가라바기 한라페투튠 Lernayin Gharabaghi Hanrapetut'yun)이나 나고르노카라바흐(아르메니아어: Լեռնային Ղարաբաղ 레르나인 가라바그 [lɛrnɑˈjin ʁɑɾɑˈbɑʁ], 아제르바이잔어: Dağlıq Qarabağ 다글르그 가라바그 [dɑɣˈlɯɣ ɡɑˈɾɑbɑɣ] 또는 아제르바이잔어: Yuxarı Qarabağ 유하르 가라바그 [juxɑˈɾɯ ɡɑˈɾɑbɑɣ], 러시아어: Нагорный Карабах 나고르니 카라바흐[*])로도 알려졌다. 대부분의 국제사회는 아르메니아의 괴뢰국으로 간주되었다.
1991년 이 지역의 아르메니아인들이 "나고르노카라바흐 공화국"의 독립을 선언하였으며 그 결과 나고르노카라바흐 전쟁이 일어났다. 1994년 휴전이 이루어졌다. 이 나라는 미승인국인 트란스니스트리아, 압하지야, 남오세티야만이 승인했었다.
2023년 9월 28일에 무력 분쟁에 패배로 아제르바이잔에 항복을 선언하여 해체를 선포하였고 2024년 1월 1일에 공식적으로 해체될 예정이었으나, 2023년 12월 22일 아르차흐 공화국 대통령이 정부 해산 법령을 무효화함에 따라 정부는 아르메니아에 사실상 망명 상태로 존속중이다. 나고르노카라바흐의 영토는 아제르바이잔으로 완전히 편입된 상태이며, 아르메니아로 망명한 아르차흐 정부는 이를 '일시적 점령' 이라 표현하고 있다.

## 명칭
이 국가의 옛 명칭인 나고르노카라바흐에서 단어 나고르노-는 "고원"이라는 뜻의 러시아어 형용사 나고르니(нагорный)에서 왔다. 아제리어 이름 "dağlıq"(산악의) 또는 "yuxarı"(上部)도 비슷한 뜻이다. 이런 단어들은 아르메니아어 명칭에는 쓰이지 않으나, 소비에트 연방시대 나고르노카라바흐 자치주의 정식명칭에 나타난다. 다른 언어들에서는 '산악' '상부' '고지' 등의 표현을 자국어로 번역하기도 하는데, 프랑스어 Haut-Karabakh은 "상부 카라바흐"를 의미한다.
한편 이 지역에 거주하는 아르메니아인들은 이 땅을 아르차흐(Artsakh, 아르메니아어: Արցախ)라고 자주 일컫는다. 이것은 이 지역에 있었던 대아르메니아 왕국의 10번째 주(州) 이름이다. 2017년 2월 20일의 국민투표 결과에 따라 아르차흐 공화국으로 국호가 변경되었다.

## 역사
1988년 이후 아르메니아인과 아제르바이잔인 사이에 갈등이 격화되어 갔고, 아제르바이잔 공화국의 자치주이던 나고르노카라바흐 공화국이 아르메니아와의 통합을 결의하자 아제르바이잔측이 자치권을 무효화했다. 이에 1991년 9월 3일 나고르노카라바흐 공화국의 독립이 결의되었고 같은 해 12월 10일 주민투표에서 99.8%의 찬성을 기록하였다.
1992년 1월 6일 독립이 선언되었고 나고르노카라바흐 전쟁에 돌입했다. 아르메니아군은 동년 5월 19일 슈샤와 라친을 점령했고, 1993년 4월 3일 캘배재르, 7월 24일 아그담, 8월 23일 피줄리 서부, 8월 26일 제브라일, 8월 31일 구바틀리, 10월 31일 쟁길란을 연속 점령했다. 1994년 5월 12일 아르메니아, 아제르바이잔, 나고르노카라바흐 3자 사이에 휴전이 이루어졌다.
초대 대통령은 1994년 12월 29일부터 1997년 3월 20일까지 지낸 로베르트 코차랸이다.
2017년 국민투표를 통해 국호를 아르차흐 공화국으로 변경하였으나, 2020년 아제르바이잔-아르메니아 전쟁에서 아제르바이잔에 패배하였다. 2023년 9월에 발생한 무력 충돌에서 아제르바이잔에 항복 선언을 했는데, 아제르바이잔 정부는 공식 성명을 통해 나고르노카라바흐 지역의 재통합 과정이 시작되었다고 발표했다. 이 여파로 인하여 나고르노카라바흐 지방에 거주하던 아르메니아계 주민들이 대거 탈출했다. 2023년 9월 28일에 삼벨 샤흐라마냔 대통령이 2024년 1월 1일을 기해 아르차흐 공화국을 해체한다는 내용을 담은 법안에 서명하였으나, 2023년 12월 22일 아르차흐 공화국 정부가 망명정부로 존속할 것임을 선언하며 이전의 국가 해산 법령을 무효화하였다.

## 영토

나고르노카라바흐 휴전도. 붉은 선 안은 과거 나고르노카라바흐 자치주. 갈색으로 표시된 영역은 현재 나고르노카라바흐 공화국(NKR), 노란색 빗금으로 표시된 영역은 샤후먄 지역으로 아제르바이잔측이 점령한 곳이다.

소비에트 연방시기 나고르노카라바흐 자치주와 아르차흐 공화국의 영토선은 일치하지 않는다. 나고르노카라바흐 자치주 지역의 일부는 아제르바이잔측이 점령한 반면, 나고르노카라바흐 주변의 아제르바이잔 영토 일부는 NKR이 점령하였다. '샤후먄' 일대는 나고르노카라바흐와 함께 독립을 선포한 지역이었으나 아제르바이잔이 차지한 지역이다.
과거 나고르노카라바흐 자치주의 면적은 4,400km2였으나, NKR의 영역 면적은 11,458.38km2이다.

## 행정 구역

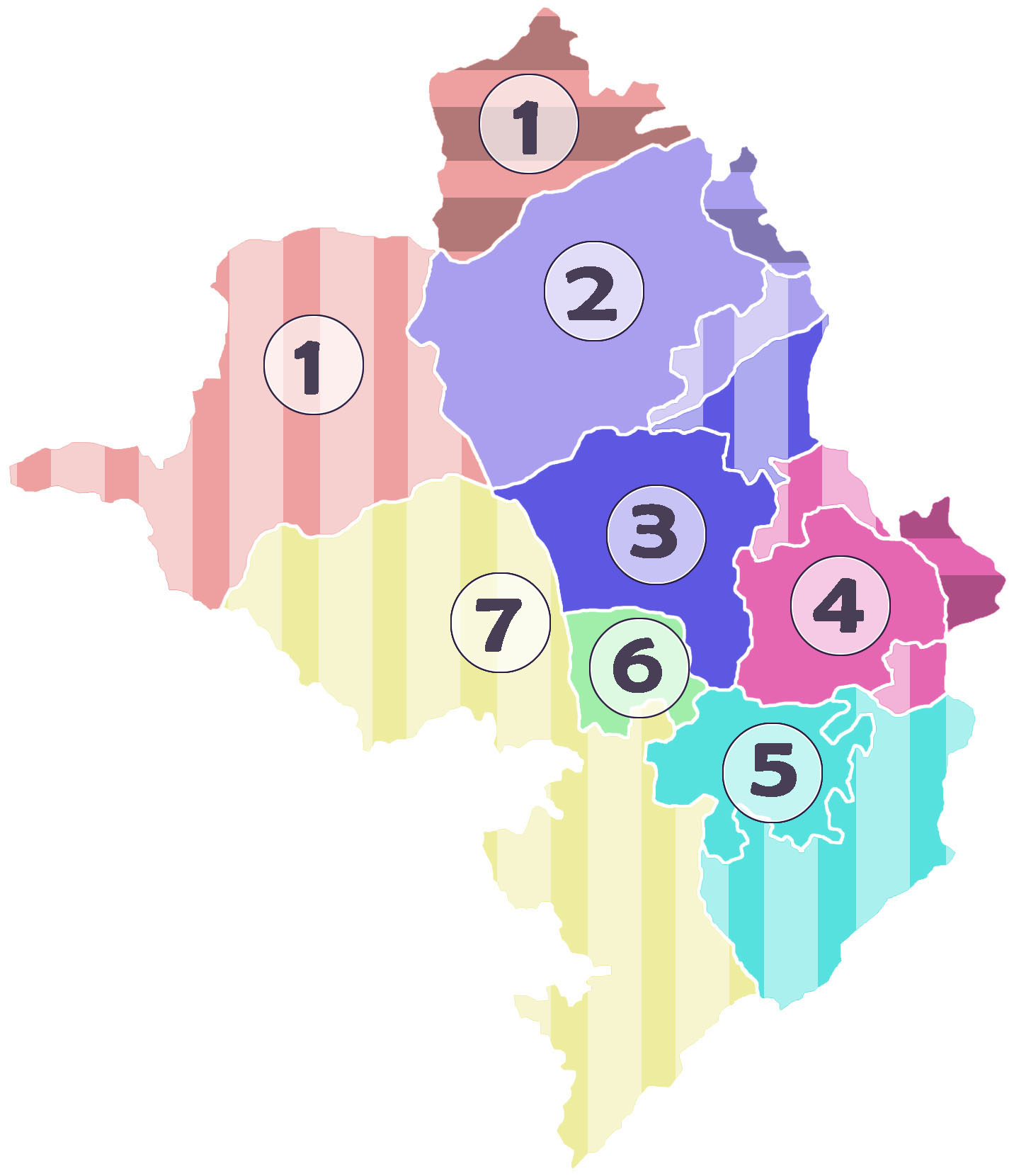
아르차흐 공화국의 행정구역을 표시한 지도
1: 샤후먄 주; 2: 마르다케르트 주;
3: 아스케란 주; 4: 마르투니 주; 5: 하드루트 주;
6: 슈시 주; 7: 카샤타그 주.
(스테파나케르트는 표시되지 않음)

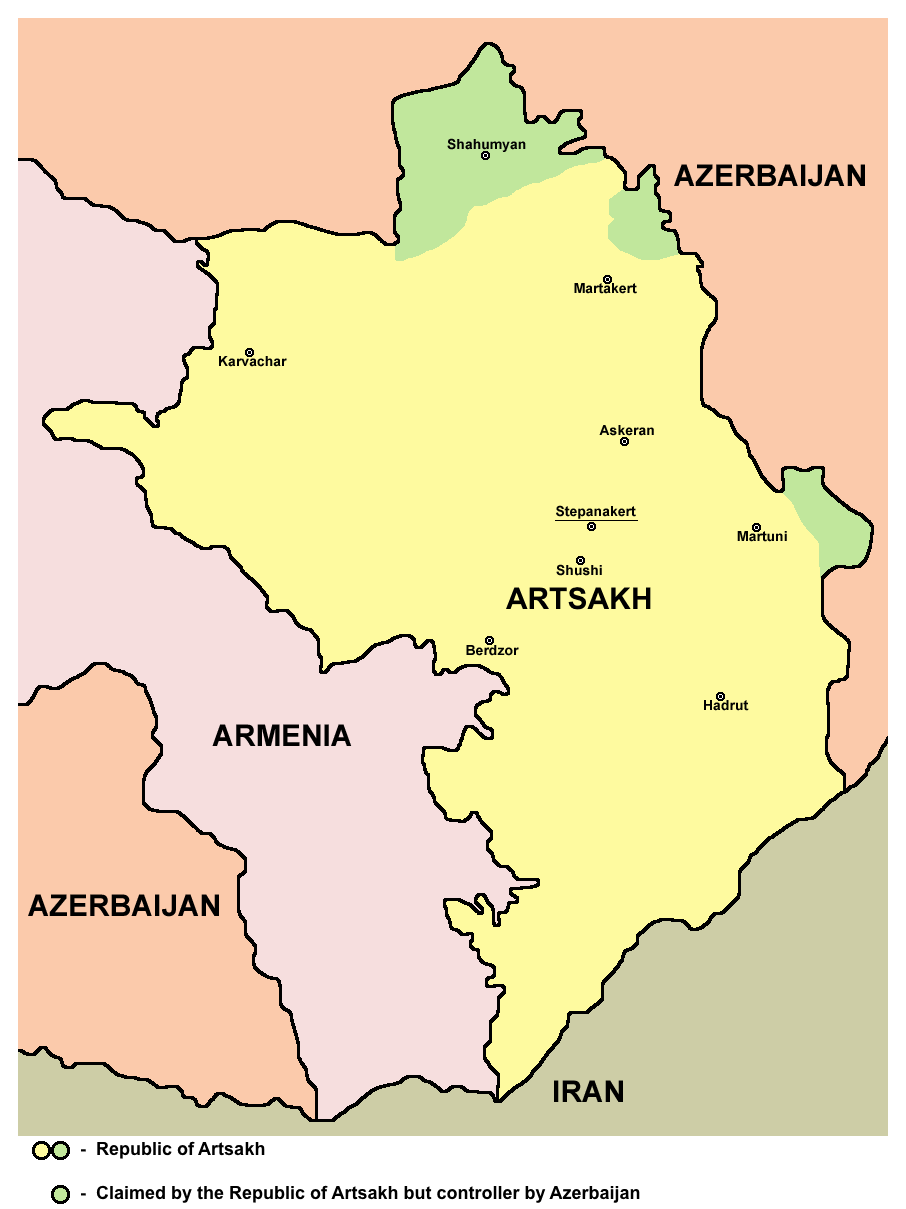
아르차흐 공화국의 주요 도시와 마을들

스테파나케르트 시와 7개 주로 이루어진다. 아제르바이잔의 행정 구역과는 일치하지 않는다.
| 번호 | 행정구역              | 면적(km2) | 인구 (2005년) | 주도 | 원래 행정구역                                        | 나고르노카라바흐 지역 여부 |
| ---- | --------------------- | --------- | ------------- | --- | ---------------------------------------------------- | -------------------------- |
| 0    | 스테파나케르트 시     | 25.6      | 49,986        | - | 호잘르 구                                            | o                          |
| 1    | 샤후먄 주             | 1,830     | 2,560         | 카르바차르(아르메니아어: Քարվաճառ, 아제르바이잔어: Kəlbəcər 캘배재르) 옛 주도 : 샤후먄(아르메니아어: Շահումյան, 아제르바이잔어: Aşağı Ağcakənd 아샤그 아그자캔드) | 고란보이 구 남부, 켈베제르 구 서반부                 | x                          |
| 2    | en:Martakert Province | 1,795     | 18,963        | 마르타케르트(아르메니아어: Մարտակերտ, 아제르바이잔어: Ağdərə 아그대래)                                                                                            | 켈베제르 구 동반부, 테르테르 구 서부, 아그담 구 일부 | 일부                       |
| 3    | en:Askeran Province   | 1,222     | 16,979        | 아스케란(아르메니아어: Ասկերան, 아제르바이잔어: Əsgəran 애스새란)                                                                                                 | 호잘르 구, 아그담 구 일부                            | 일부                       |
| 4    | en:Martuni Province   | 951       | 23,157        | 마르투니(아르메니아어: Մարտունի, 아제르바이잔어: Xocavənd 호자밴드)                                                                                               | 호자벤트 구 북부, 아그담 구 일부                     | 일부                       |
| 5    | en:Hadrut Province    | 1,877     | 12,005        | 하드루트(아르메니아어: Հադրութ, 아제르바이잔어: Hadrut) | 호자벤트 구 남부, 제브라이을 구, 퓌줄리 구 일부      | 일부                       |
| 6    | en:Shushi Province    | 383       | 4,324         | 슈시(아르메니아어: Շուշի, 아제르바이잔어: Şuşa 슈샤) | 슈샤 구                                              | o                          |
| 7    | en:Kashatagh Province | 3,377     | 9,763         | 베르조르(아르메니아어: Բերձոր, 아제르바이잔어: Lachin 라친) | 라츤 구, 구바들르 구, 젠길란 구                      | x                          |

## 인구
2002년, 인구는 14만 5천 명으로, 아르메니아인 95%, 기타 5%였다.

## 스포츠
아르차흐 BC라는 농구팀이 있으며 아르메니아 리그 A에 참가중이다. 원래 연고지는 스테파나케르트였으나 모종의 이유로 연고지 이전을 해 현재 연고지는 예레반이며 홈구장은 미카 스포츠 아레나이다.
축구의 경우 2004년부터 축구 대회가 열리다가 2018년부터 아르차흐 프리미어리그라는 프로 리그를 출범했다.